# 김포대로
김포대로(金浦大路, Gimpo-daero)는 서울특별시 강서구 개화동 상사마을과 경기도 김포시 월곶면 성동리 강화대교를 잇는 도로이다. 일제시대 때 건설된 김포가도에서 시작된 도로로 본래 전 구간 국도 제48호선에 속했으나 2006년 12월 23일 김포우회도로(태장로)가 완공되면서 일부 구간이 이설되었다.

## 역사
- 1962년 11월 : 도로 폭을 8m에서 18m 로 확장[1]
- 1995년 2월 11일 : 김포군 김포읍 걸포리 ~ 사우리 1.9km 구간, 김포군 고촌면 태리 1km 구간 개통[2]
- 1997년 12월 31일 : 강화 ~ 양촌간 도로(인천광역시 강화군 강화읍 갑곶리 ~ 경기도 김포군 양촌면 누산리) 13.25km 구간 확장 개통, 기존 5.46km 구간 폐지[3]
- 2000년 11월 1일 : 김포시 월곶면 포내리 76m 구간 폐지[4]
- 2009년 7월 10일 : 2개 이상 시·도에 걸쳐 있는 도로로 김포대로를 고시[5]
- 2011년 12월 26일 : 김포아라대교(구 굴포교, 김포시 고촌읍 신곡리 ~ 전호리) 2.1km 구간 개통[6]

## 주요 경유지
서울특별시
- 강서구 개화동

경기도
- 김포시 (고촌읍 · 풍무동 · 사우동 · 북변동 · 걸포동 · 감정동 · 운양동 · 장기동 · 양촌읍 · 통진읍 · 월곶면)

## 노선
| 이름                                  | 접속 노선                                           | 소재지     | 소재지                          | 비고               |
| ------------------------------------- | --------------------------------------------------- | ---------- | ------------------------------- | ------------------ |
| 상사마을                              | 국도 제48호선 (개화동로) 개화길                     | 서울특별시 | 강서구                          | 국도 제48호선 구간 |
| 개화교                                |                                                     | 서울특별시 | 강서구                          | 국도 제48호선 구간 |
| 고촌 나들목                           | 국도 제39호선 (벌말로)                              | 김포시     | 고촌읍                          | 국도 제48호선 구간 |
| 김포아라대교                          |                                                     | 김포시     | 고촌읍                          | 국도 제48호선 구간 |
| 김포 나들목                           | 100호선 수도권제1순환고속도로                       | 김포시     | 고촌읍                          | 국도 제48호선 구간 |
| 신곡사거리                            | 은행영사정로 인향로 김포대로319번길 김포대로320번길 | 김포시     | 고촌읍                          | 국도 제48호선 구간 |
| 천등고개사거리                        | 고송로 수기로                                       | 김포시     | 고촌읍                          | 국도 제48호선 구간 |
| 천등 교차로                           | 신곡로 김포대로451번길                              | 김포시     | 고촌읍                          | 국도 제48호선 구간 |
| 장곡 교차로                           | 장곡로                                              | 김포시     | 고촌읍                          | 국도 제48호선 구간 |
| 태리 교차로                           | 국도 제48호선 (태장로)                              | 김포시     | 고촌읍                          | 국도 제48호선 구간 |
| 계양천교                              | 유현2로                                             | 김포시     | 고촌읍                          |                    |
| 계양천교                              | 유현1로                                             | 김포시     | 북: 사우동 남: 풍무동           |                    |
| 선수삼거리                            | 김포대로679번길                                     | 김포시     | 북: 사우동 남: 풍무동           |                    |
| 풍무역                                | 유현로                                              | 김포시     | 북: 사우동 남: 풍무동           |                    |
| 사우1교                               |                                                     | 김포시     | 북: 사우동 남: 풍무동           |                    |
| 신사우사거리                          | 풍무로                                              | 김포시     | 사우동                          |                    |
| 사우삼거리                            | 돌문로 조리미로                                     | 김포시     | 사우동                          |                    |
| 사우사거리 (사우지하차도) (사우역)    | 사우중로                                            | 김포시     | 사우동                          |                    |
| 한국통신삼거리                        | 북변중로                                            | 김포시     | 김포본동                        |                    |
| 북변삼거리                            | 중구로                                              | 김포시     | 김포본동                        |                    |
| 걸포사거리                            | 북변로 홍도평로                                     | 김포시     | 김포본동                        |                    |
| 걸포삼거리                            | 걸포로                                              | 김포시     | 김포본동                        |                    |
| 북변사거리                            | 북변중로 중봉로                                     | 김포시     | 김포본동                        |                    |
| 나진교 교차로                         | 김포대로1129번길                                    | 김포시     | 김포본동                        |                    |
| 나진교                                |                                                     | 김포시     | 김포본동                        |                    |
| 북: 운양동 남: 장기동                 |                                                     | 김포시     |                                 |                    |
| (나진 교차로) (나진지하차도)          | 국가지원지방도 제98호선 (송포 ~ 인천간 도로)        | 김포시     |                                 |                    |
| 검은다리사거리                        | 옹주물로 김포대로1216번길                           | 김포시     |                                 |                    |
| 장기 교차로                           | 국도 제48호선 (태장로) 김포한강11로                 | 김포시     | 장기지하차도 국도 제48호선 구간 |                    |
| 장기사거리                            | 김포한강2로 전원로                                  | 김포시     | 장기지하차도 국도 제48호선 구간 |                    |
| 한강로사거리                          | 김포한강1로                                         | 김포시     | 장기지하차도 국도 제48호선 구간 |                    |
| 지경사거리                            | 청송로                                              | 김포시     | 장기지하차도 국도 제48호선 구간 |                    |
| 대촌제촌마을입구 교차로               | 운양로                                              | 김포시     | 국도 제48호선 구간              |                    |
| 바리미사거리                          | 김포대로1517번길 김포대로1518번길                   | 김포시     | 국도 제48호선 구간              |                    |
| 발산 교차로                           | 김포한강6로                                         | 김포시     | 국도 제48호선 구간              |                    |
| 발산리 교차로                         | 누산로                                              | 김포시     | 국도 제48호선 구간              | 양촌읍             |
| 누산사거리                            | 해평로                                              | 김포시     | 국도 제48호선 구간              | 양촌읍             |
| 석산입구 교차로                       | 김포대로1685번길                                    | 김포시     | 국도 제48호선 구간              | 양촌읍             |
| 누산 교차로                           | 지방도 제356호선 (양곡로)                           | 김포시     | 국도 제48호선 구간              | 양촌읍             |
| 누산삼거리                            | 김포대로1759번길                                    | 김포시     | 국도 제48호선 구간              | 양촌읍             |
| 누산교                                |                                                     | 김포시     | 국도 제48호선 구간              | 양촌읍             |
| 서김포통진 교차로 (서김포통진 나들목) | 400호선 수도권제2순환고속도로                       | 김포시     | 국도 제48호선 구간              | 양촌읍             |
| 하성삼거리                            | 하성로                                              | 김포시     | 국도 제48호선 구간              | 통진읍             |
| 도사3사거리                           | 김포대로1950번길 김포대로1951번길                   | 김포시     | 국도 제48호선 구간              | 통진읍             |
| 백석마을삼거리                        |                                                     | 김포시     | 국도 제48호선 구간              | 통진읍             |
| 도사2사거리                           | 김포대로2004번길                                    | 김포시     | 국도 제48호선 구간              | 통진읍             |
| 도사1사거리                           | 도사로 김포대로2053번길                             | 김포시     | 국도 제48호선 구간              | 통진읍             |
| 마송초교 교차로                       | 지방도 제355호선 (서암고정로) (흥신로)              | 김포시     | 국도 제48호선 구간              | 통진읍             |
| 통진중고사거리 (마송지하차도)         | 율마로 조강로                                       | 김포시     | 국도 제48호선 구간              | 통진읍             |
| 마송우회도로사거리                    | 서암로                                              | 김포시     | 국도 제48호선 구간              | 통진읍             |
| 소망마을삼거리                        | 김포대로2270번길                                    | 김포시     | 국도 제48호선 구간              | 통진읍             |
| 담터사거리                            | 마송로 조강로                                       | 김포시     | 국도 제48호선 구간              | 통진읍             |
| 옹정 교차로                           | 김포대로2435번길                                    | 김포시     | 국도 제48호선 구간              | 통진읍             |
| 새터마을 교차로                       | 김포대로2473번길                                    | 김포시     | 국도 제48호선 구간              | 통진읍             |
| 오리정입구 교차로                     | 군하로                                              | 김포시     | 국도 제48호선 구간              | 월곶면             |
| 오리교                                |                                                     | 김포시     | 국도 제48호선 구간              | 월곶면             |
| 갈산사거리                            | 군하로                                              | 김포시     | 국도 제48호선 구간              | 월곶면             |
| 군하교                                |                                                     | 김포시     | 국도 제48호선 구간              | 월곶면             |
| 김포CC 교차로                         | 국가지원지방도 제56호선 (군하로)                    | 김포시     | 국도 제48호선 구간              | 월곶면             |
| 김포대학입구                          | 김포대학로                                          | 김포시     | 국도 제48호선 구간              | 월곶면             |
| 성동검문소 교차로                     | 김포대로3023번길                                    | 김포시     | 국도 제48호선 구간              | 월곶면             |
| 성동마을입구 교차로                   | 문수산로                                            | 김포시     | 국도 제48호선 구간              | 월곶면             |
| 강화대교                              |                                                     | 김포시     | 국도 제48호선 구간              | 월곶면             |
| 강화대로와 직결                       |                                                     |            |                                 |                    |

## 주요 건물 및 시설
- 고촌농협 (경기도 김포시 고촌읍 김포대로 341)
- 고촌파출소 (경기도 김포시 고촌읍 김포대로 347)
- 이마트 트레이더스 김포점 (경기도 김포시 김포대로 715)
- 사우고등학교 (경기도 김포시 김포대로 824)
- 서울여성병원 (경기도 김포시 김포대로 829)
- 장기본동행정복지센터 (경기도 김포시 김포대로 1433)
- 김포패션타운 (경기도 김포시 김포대로 1466-12)
- 김포패션아울렛타운 (경기도 김포시 김포대로 1473)
- 모아패션아울렛 (경기도 김포시 양촌읍 김포대로 1641)
- 서김포통진 요금소 (경기도 김포시 양촌읍 김포대로 1869)
- 통진문화회관 (경기도 김포시 양촌읍 김포대로 2110-30)
- 마송장례식장 (경기도 김포시 양촌읍 김포대로 2110-44)
- 롯데슈퍼 통진점 (경기도 김포시 통진읍 김포대로 2232)
- 이마트 에브리데이 통진점 (경기도 김포시 통진읍 김포대로 2244)
- 통진119안전센터 (경기도 김포시 통진읍 김포대로 2250)
- 통진두레문화센터 (경기도 김포시 통진읍 김포대로 2347-8)
- 김포외국어고등학교 (경기도 김포시 월곶면 김포대로 2537)